# العلاقات اللاوسية الميكرونيسية
العلاقات اللاوسية الميكرونيسية هي العلاقات الثنائية التي تجمع بين لاوس وولايات ميكرونيسيا المتحدة.

## مقارنة بين البلدين
هذه مقارنة عامة ومرجعية للدولتين:
| وجه المقارنة                                              | لاوس        | ولايات ميكرونيسيا المتحدة |
| --------------------------------------------------------- | ----------- | ------------------------- |
| المساحة (كم2)                                             | 236.80 ألف  | 702                       |
| عدد السكان (نسمة)                                         | 6.86 مليون  | 105.54 ألف                |
| الكثافة السكانية (ن./كم²)                                 | 28.97       | 15.03 ألف                 |
| العاصمة                                                   | فيينتيان    | باليكير                   |
| اللغة الرسمية                                             | اللغة اللاو | لغة إنجليزية              |
| العملة                                                    | كيب لاوي    | دولار أمريكي              |
| الناتج المحلي الإجمالي (بليون دولار)                      | 16.85 مليار | 336.43 مليون              |
| الناتج المحلي الإجمالي (تعادل القوة الشرائية) بليون دولار | 38.71 مليار | 365.27 مليون              |
| الناتج المحلي الإجمالي الاسمي للفرد دولار أمريكي          | 1.82 ألف    | 3.02 ألف                  |
| الناتج المحلي الإجمالي للفرد دولار أمريكي                 |             |                           |
| مؤشر التنمية البشرية                                      | 0.575       | 0.640                     |
| رمز المكالمات الدولي                                      | +856        | +691                      |
| رمز الإنترنت                                              | .la         | .fm                       |
| المنطقة الزمنية                                           | ت ع م+07:00 |                           |

## منظمات دولية مشتركة
يشترك البلدان في عضوية مجموعة من المنظمات الدولية، منها:
| علم المنظمة | اسم المنظمة                        | تاريخ انضمام لاوس | تاريخ انضمام ولايات ميكرونيسيا المتحدة |
| ----------- | ---------------------------------- | ----------------- | -------------------------------------- |
|             | منظمة حظر الأسلحة الكيميائية       | ?                 | ?                                      |
|             | البنك الدولي للإنشاء والتعمير      | 5 يوليو 1961      | 24 يونيو 1993                          |
|             | الأمم المتحدة                      | 14 ديسمبر 1955    | 17 سبتمبر 1991                         |
|             | بنك التنمية الآسيوي                | 1966              | 1990                                   |
|             | يونسكو                             | 9 يوليو 1951      | 19 أكتوبر 1999                         |
|             | وكالة ضمان الاستثمار متعدد الأطراف | 5 أبريل 2000      | 11 أغسطس 1993                          |
|             | مؤسسة التنمية الدولية              | 28 أكتوبر 1963    | 24 يونيو 1993                          |
|             | مؤسسة التمويل الدولية              | 29 يناير 1992     | 24 يونيو 1993                          |